# Elecciones presidenciales de Estados Unidos de 1972 en California
La elección presidencial de los Estados Unidos de 1972 en California se refiere a cómo California participó en las  Elecciones presidenciales de Estados Unidos de 1972.
California votó a favor del  Republicano, Richard Nixon, sobre el  Demócrata retador, Dakota del Sur  Senador George McGovern. Nixon llevó el 55.00% de los votos al 41.54% de McGovern, un margen de 13.46%. Si bien California era el estado natal de Richard Nixon, su desempeño en el estado fue algo decepcionante, ya que el resultado de California fue aproximadamente un 11% más demócrata que la nación en general.
Esta fue la primera elección presidencial en la que California obtuvo la mayor cantidad de votos Colegio Electoral (Estados Unidos) como resultado del  censo de 1970, un estado que ha mantenido desde entonces.
- Datos: Q7892707
- Multimedia: United States presidential election in California, 1972 / Q7892707